# Diecezja Katsina-Ala
Diecezja Katsina-Ala – diecezja rzymskokatolicka  w Nigerii. Powstała w 2012.

## Biskupi ordynariusze
- Peter Adoboh (2012–2020)
- Isaac Dugu (od 2022)